# 泰国颈槽蛇
泰国颈槽蛇（学名：Rhabdophis siamensis），一种分布于中国云南西双版纳、老挝、越南、柬埔寨、泰国、缅甸、马来西亚马来半岛等地区的爬行动物，隶属于水游蛇科颈槽蛇属。本种原被视为红脖颈槽蛇（Rhabdophis subminiatus）的一个亚种或指名亚种的同物异名，2021年研究人员根据由ND4与Cytb两个线粒体基因构建的系统发育树（BI/ML），显示红脖颈槽蛇这一种组分成A、B两个种群，其中A种群明显分成两支。模式产地印度尼西亚的种群与泰国、缅甸、越南、中国西双版纳的种群构成并系，因而将本种升级为种级。其种加词“siamensis”意为“暹罗（泰国）的”。

## 保护
本种于2023年被收录入《有重要生态、科学、社会价值的陆生野生动物名录》。